# Europarlamentari della Svezia della VI legislatura
Gli europarlamentari della Svezia della VI legislatura, eletti in seguito alle elezioni europee del 2004, sono stati i seguenti.

## Composizione storica
| Europarlamentare       | Lista                                              | Gruppo    |
| ---------------------- | -------------------------------------------------- | --------- |
| Jan Andersson          | Partito Socialdemocratico dei Lavoratori di Svezia | PSE       |
| Charlotte Cederschiöld | Partito Moderato                                   | PPE-DE    |
| Lena Ek                | Partito di Centro                                  | ALDE      |
| Christofer Fjellner    | Partito Moderato                                   | PPE-DE    |
| Hélène Goudin          | Lista di Giugno                                    | IND/DEM   |
| Anna Hedh              | Partito Socialdemocratico dei Lavoratori di Svezia | PSE       |
| Ewa Hedkvist Petersen  | Partito Socialdemocratico dei Lavoratori di Svezia | PSE       |
| Gunnar Hökmark         | Partito Moderato                                   | PPE-DE    |
| Anna Ibrisagic         | Partito Moderato                                   | PPE-DE    |
| Nils Lundgren          | Lista di Giugno                                    | IND/DEM   |
| Cecilia Malmström      | Partito Popolare Liberale                          | ALDE      |
| Maria Robsahm          | Partito Popolare Liberale                          | ALDE      |
| Carl Schlyter          | Partito Ambientalista i Verdi                      | Verdi/ALE |
| Inger Segelström       | Partito Socialdemocratico dei Lavoratori di Svezia | PSE       |
| Jonas Sjöstedt         | Partito della Sinistra                             | GUE/NGL   |
| Eva-Britt Svensson     | Partito della Sinistra                             | GUE/NGL   |
| Åsa Westlund           | Partito Socialdemocratico dei Lavoratori di Svezia | PSE       |
| Anders Wijkman         | Democratici Cristiani                              | PPE-DE    |
| Lars Wohlin            | Lista di Giugno                                    | IND/DEM   |

## Modifiche intervenute

### Partito Socialdemocratico dei Lavoratori di Svezia
- In data 01.02.2007 a Ewa Hedkvist Petersen subentra Göran Färm.

### Partito della Sinistra
- In data 27.09.2006 a Jonas Sjöstedt subentra Jens Holm.

### Partito Popolare Liberale
- In data 19.10.2006 a Cecilia Malmström subentra Olle Schmidt.